# Ейнштейнівський вакуум
Ейнште́йнівський ва́куум — іноді застосовувана назва розв'язків рівнянь Ейнштейна в загальній теорії відносності для порожнього, без матерії, простору-часу. Синонім — простір Ейнштейна.

## Загальний опис
Рівняння Ейнштейна пов'язують метрику простору-часу (метричний тензор gμν) з тензором енергії-імпульсу. В загальному вигляді вони записуються як
{\displaystyle G_{\mu \nu }+\Lambda g_{\mu \nu }={8\pi G \over c^{4}}T_{\mu \nu },}
де тензор Ейнштейна Gμν є певною функцією метричного тензора і його часткових похідних, R — скалярна кривина, Λ — космологічна стала, Tμν — тензор енергії-імпульсу матерії, (π — число пі, c — швидкість світла у вакуумі, G — гравітаційна стала Ньютона).
Вакуумні розв'язки цих рівнянь виходять за відсутності матерії, тобто за тотожної рівності нулю тензора енергії-імпульсу в описуваній ділянці простору-часу: Tμν = 0. Часто лямбда-член також приймається рівним нулю, особливо під час дослідження локальних (некосмологічних) розв'язків. Однак під час розгляду вакуумних розв'язків з лямбда-членом (лямбда-вакуум) виникають такі важливі космологічні моделі, як модель де Сіттера (Λ > 0) і модель анти-де Сіттера (Λ < 0).
Тривіальним вакуумним розв'язком рівнянь Ейнштейна є плоский простір Мінковського, тобто метрика, розглянута в спеціальній теорії відносності.

## Еквівалентні рівняння
Математичним фактом є те, що тензор Ейнштейна зникає тоді і лише тоді, коли зникає тензор Річчі. Це випливає з того факту, що ці два тензори другого рангу перебувають у своєрідному подвійному взаємозв'язку; вони є оберненим слідом один одного:
{\displaystyle G_{ab}=R_{ab}-{\frac {R}{2}}\,g_{ab},\;\;R_{ab}=G_{ab}-{\frac {G}{2}}\,g_{ab}}
де сліди{\displaystyle R={R^{a}}_{a},\;\;G={G^{a}}_{a}=-R} .
Третя еквівалентна умова випливає із розкладання тензора кривини Рімана як суми тензора кривини Вейля плюс доданки, побудовані з тензора Річчі: тензори Вейля та Рімана узгоджуються,{\displaystyle R_{abcd}=C_{abcd}}, в якійсь ділянці тоді і лише тоді, коли це вакуумна ділянка.

## Гравітаційна енергія
Оскільки {\displaystyle T^{ab}=0} у вакуумній ділянці, може здатися, що відповідно до загальної теорії відносності вакуумні ділянки не повинні містити енергії. Але гравітаційне поле може виконувати роботу, тому слід очікувати, що саме гравітаційне поле володіє енергією, і це справді так. Однак визначення точного розташування енергії цього гравітаційного поля є технічно проблематичним у загальній теорії відносності через саму природу чистого поділу на універсальну гравітаційну взаємодію та «все інше».
Той факт, що саме гравітаційне поле має енергію, дає змогу зрозуміти нелінійність рівняння поля Ейнштейна: саме це енергія гравітаційного поля виробляє більше сили тяжіння. Це означає, що гравітаційне поле за межами Сонця трохи сильніше за загальною теорією відносності, ніж за теорією Ньютона.

## Приклади
Відомими вакуумними розв'язками рівнянь Ейнштейна є:
- Космологічна модель Мілна[en] (частковий випадок метрики Фрідмана з нульовою густиною енергії)
- Метрика Шварцшильда, що описує геометрію навколо сферично симетричної маси
- Метрика Керра, що описує геометрію навколо обертової маси
- Плоска гравітаційна хвиля (та інші хвильові розв'язки)